# Alexander Bah
Alexander Bah, né le 9 décembre 1997 à Årslev (en) au Danemark, est un footballeur international danois qui joue au poste d'arrière droit au Benfica Lisbonne.

## Biographie

### HB Køge
Alexander Bah est formé au FC Fyn puis au Næsby BK, avant de rejoindre en août 2016 le HB Køge, où il s'engage pour trois ans. Il joue son premier match le 10 août 2016 en Coupe du Danemark face au Karlslunde IF, contre qui son équipe s'impose par deux buts à zéro. Quatre jours plus tard, il joue son premier match de championnat, alors que le club évolue en deuxième division, face au FC Fredericia. Son équipe perd la rencontre sur le score de deux buts à un ce jour-là.

### SønderjyskE
Le 6 août 2018 Alexander Bah rejoint SønderjyskE, club de première division, avec qui il s'engage pour un contrat courant jusqu'en 2023.
Alexander Bah, remporte la Coupe du Danemark avec SønderjyskE en 2020, il participe à la finale remportée par les siens sur le score de deux buts à zéro le 1er juillet 2020 face à l'Aalborg BK.

### Slavia Prague
Alexander Bah s'engage en faveur du Slavia Prague le 5 janvier 2021. Il joue son premier match sous ses nouvelles couleurs dès le 16 janvier suivant face au Sigma Olomouc, en championnat. Il est titularisé au poste d'arrière droit et son équipe l'emporte par trois buts à un.

### Benfica Lisbonne
Le 7 juin 2022, il s’engage pour cinq saisons en faveur du Benfica Lisbonne.
Bah inscrit son premier but pour Benfica le 4 février 2023, lors d'une rencontre de championnat face au Casa Pia AC. Il est titularisé et participe à la victoire de son équipe par trois buts à zéro.

### En sélection nationale
Le 14 novembre 2018, Alexander Bah joue son premier match avec l'équipe du Danemark espoirs contre l'Espagne. Il entre en jeu et son équipe s'incline sur le score de quatre buts à un.
Alexander Bah honore sa première sélection avec l'équipe nationale du Danemark le 11 novembre 2020, face à la Suède, en match amical. Il entre à la place de Christian Eriksen et il s'illustre en inscrivant également son premier but en sélection, sur un service de Mikkel Damsgaard. Le Danemark s'impose par deux buts à zéro ce jour-là.
Le 14 novembre 2022, il est sélectionné par Kasper Hjulmand pour participer à la Coupe du monde 2022.
Le 30 mai 2024, Bah figure dans la liste des 26 joueurs danois retenus par Kasper Hjulmand pour participer à l'Euro 2024,.

## Statistiques
| Saison                | Club                  | Championnat           | Championnat | Championnat | Coupe nationale | Coupe nationale | Coupe de la Ligue | Coupe de la Ligue | Supercoupe | Supercoupe | Compétition(s) continentale(s) | Compétition(s) continentale(s) | Compétition(s) continentale(s) | Play-offs | Play-offs | Total | Total |
| Saison                | Club                  | Division              | M.          | B.          | M.              | B.              | M.                | B.                | M.         | B.         | Comp.                          | M.                             | B.                             | M.        | B.        | M.    | B.    |
| 2015-2016             | Næsby BK              | 2.Division            | 16          | 0           | -               | -               | -                 | -                 | -          | -          | -                              | -                              | -                              | -         | -         | 16    | 0     |
| 2016-2017             | Næsby BK              | 2.Division            | 1           | 0           | -               | -               | -                 | -                 | -          | -          | -                              | -                              | -                              | -         | -         | 1     | 0     |
| Sous-total            | Sous-total            | Sous-total            | 17          | 0           | -               | -               | -                 | -                 | -          | -          | -                              | -                              | -                              | -         | -         | 17    | 0     |
| 2016-2017             | HB Køge               | 1.Division            | 27          | 4           | 4               | 0               | -                 | -                 | -          | -          | -                              | -                              | -                              | 2         | 0         | 33    | 4     |
| 2017-2018             | HB Køge               | 1.Division            | 30          | 3           | 3               | 1               | -                 | -                 | -          | -          | -                              | -                              | -                              | -         | -         | 33    | 4     |
| 2018-2019             | HB Køge               | 1.Division            | 2           | 1           | -               | -               | -                 | -                 | -          | -          | -                              | -                              | -                              | -         | -         | 2     | 1     |
| Sous-total            | Sous-total            | Sous-total            | 59          | 8           | 7               | 1               | -                 | -                 | -          | -          | -                              | -                              | -                              | -         | -         | 66    | 9     |
| 2018-2019             | SønderjyskE           | Superligaen           | 21          | 2           | 3               | 1               | -                 | -                 | -          | -          | -                              | -                              | -                              | 2         | 0         | 26    | 3     |
| 2019-2020             | SønderjyskE           | Superligaen           | 29          | 1           | 5               | 0               | -                 | -                 | -          | -          | -                              | -                              | -                              | -         | -         | 34    | 1     |
| 2020-2021             | SønderjyskE           | Superligaen           | 12          | 4           | -               | -               | -                 | -                 | -          | -          | C3                             | 1                              | 0                              | -         | -         | 13    | 4     |
| Sous-total            | Sous-total            | Sous-total            | 62          | 7           | 8               | 1               | -                 | -                 | -          | -          | -                              | 1                              | 0                              | 2         | 0         | 73    | 8     |
| 2020-2021             | Slavia Prague         | První Liga            | 17          | 1           | 3               | 0               | -                 | -                 | -          | -          | C3                             | 6                              | 0                              | -         | -         | 26    | 1     |
| 2021-2022             | Slavia Prague         | První Liga            | 26          | 3           | 1               | 0               | -                 | -                 | -          | -          | C1+C3+C4                       | 2+2+11                         | 0+1+2                          | -         | -         | 42    | 6     |
| Sous-total            | Sous-total            | Sous-total            | 43          | 4           | 4               | 0               | -                 | -                 | -          | -          | -                              | 21                             | 3                              | -         | -         | 68    | 7     |
| 2022-2023             | Benfica Lisbonne      | Primeira Liga         | 28          | 1           | 3               | 0               | 1                 | 0                 | -          | -          | C1                             | 10                             | 0                              | -         | -         | 42    | 1     |
| 2023-2024             | Benfica Lisbonne      | Primeira Liga         | 19          | 2           | 4               | 0               | -                 | -                 | 1          | 0          | C1+C3                          | 3+6                            | 0+0                            | -         | -         | 33    | 2     |
| Sous-total            | Sous-total            | Sous-total            | 47          | 3           | 7               | 0               | 1                 | 0                 | 1          | 0          | -                              | 19                             | 0                              | -         | -         | 75    | 3     |
| Total sur la carrière | Total sur la carrière | Total sur la carrière | 228         | 22          | 26              | 2               | 1                 | 0                 | 1          | 0          | -                              | 36                             | 3                              | 2         | 0         | 294   | 27    |

## Palmarès
| - Coupe du Danemark (1) : - Vainqueur : 2019-2020. |  | - Champion de Tchéquie (1) : - Champion : 2020-2021. - Coupe de Tchéquie (1) : - Vainqueur : 2020-2021. |